# Kanton Angoulême-Ouest
Kanton Angoulême-Ouest (fr. Canton d'Angoulême-Ouest) je francouzský kanton v departementu Charente v regionu Poitou-Charentes. Je tvořen pouze západní částí města Angoulême.